# Andreas Jannusch
Andreas Jannusch (* 6. April 1970 in Hamburg) ist ein deutscher Politiker (Partei Rechtsstaatlicher Offensive).

## Leben und Politik
Jannusch verließ die Schule mit dem Realschulabschluss und absolvierte eine Ausbildung zum Kraftfahrzeugmechaniker. Anschließend war er für zwei Jahre Soldat auf Zeit. Seit 1992 ist er Beamter bei der Berufsfeuerwehr und seit 1999 Mitglied der Gewerkschaft Komba.

Jannusch war von Oktober 2001 bis März 2004 Mitglied der Bürgerschaft der Freien und Hansestadt Hamburg. Als Landtagsabgeordneter war er Mitglied des Umweltausschusses.
| Personendaten    | Personendaten                                                  |
| ---------------- | -------------------------------------------------------------- |
| NAME             | Jannusch, Andreas                                              |
| KURZBESCHREIBUNG | deutscher Politiker (Partei Rechtsstaatlicher Offensive), MdHB |
| GEBURTSDATUM     | 6. April 1970                                                  |
| GEBURTSORT       | Hamburg                                                        |